# Rob Trip

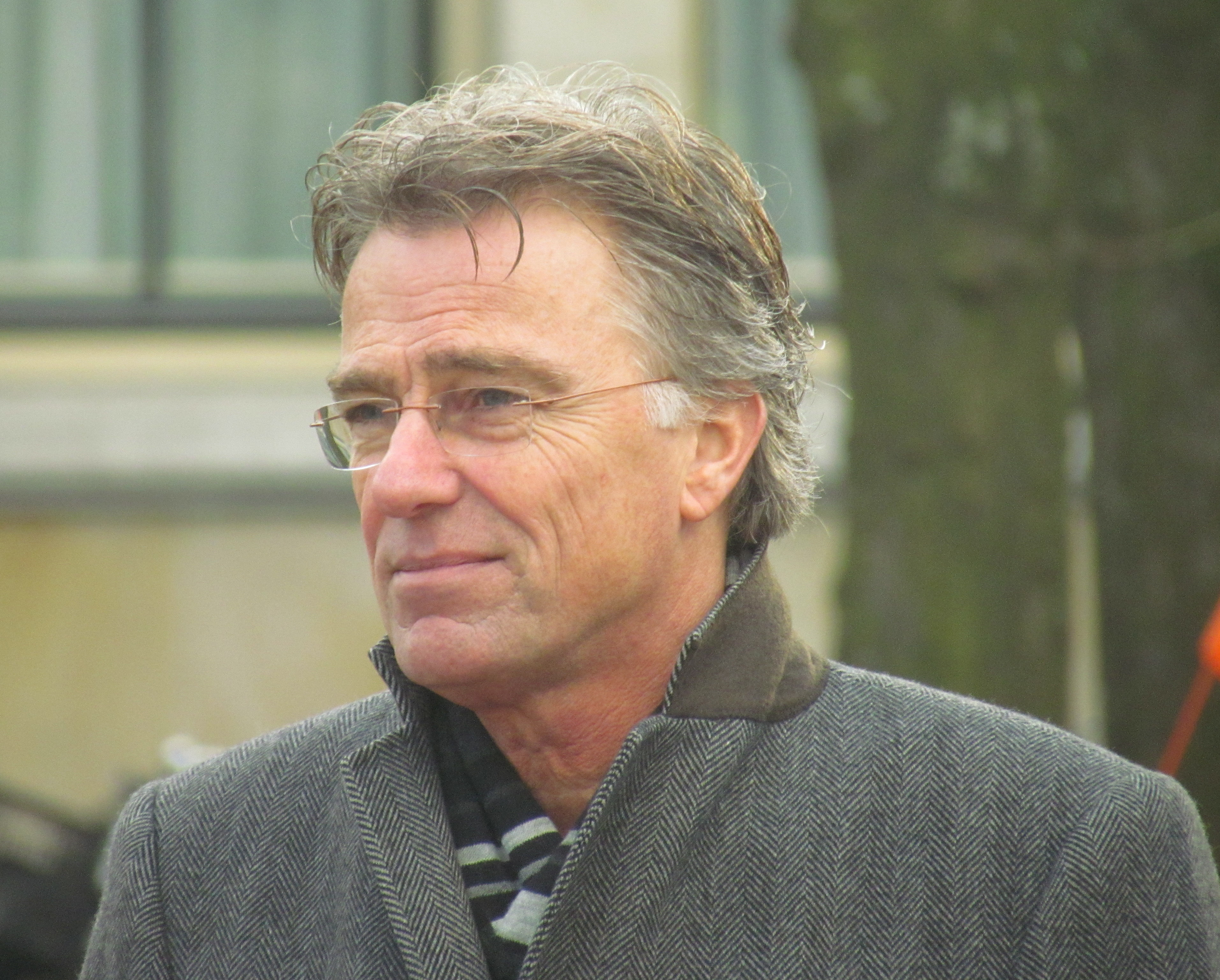
Rob Trip, 2011

Rob(ert) Foeke Trip (* 9. März 1960 in Haarlem) ist ein niederländischer Radio- und Fernsehmoderator.

## Lebenslauf
Trip studierte in Haarlem zunächst Rechtswissenschaft, wechselte aber dann rasch zu Politikwissenschaft. Danach ging er 1984 zum Landesradio Omroep Gelderland. Vier Jahre später wechselte er zum Veronica Nieuwsradio auf NPO Radio 1. Daneben moderierte er zwischen 1991 und 1995 auf dem gleichen Sender die Sendung Met het Oog op Morgen. 1995 wurde Trip einer der ersten festen Moderatoren der Abendausgabe des Radio 1 Journaal (dem Nachfolger von Veronica Nieuwsradio). Kurze Zeit später (1996) wurde er auch für das Fernsehen angefragt. Hier sollte er von Charles Groenhuijsen die Nachrichtensendung NOVA übernehmen. Ab 1998 kam die politische Debattensendung Buitenhof dazu, die er alle drei Wochen, jeweils sonntags, moderierte (bis 2010). Als Trip 2001 einen Hirninfark erlitt, arbeitet er nach einer kurzen Auszeit weiter und setzt sich parallel für die 1989 gegründete Stiftung Hersenstichting ein. 2002 wurde eine personelle Umstrukturierung vorgenommen und Trips Vertrag für NOVA wurde vom Radio 1 Journaal übernommen. Hier präsentierte er vier Mal die Woche die Morgensendung und moderierte auch die Sendung NOS Actueel im Fernsehen. 2008 verließ er das Radio 1 Journaal, um an der neunteiligen NPS-Reihe De Oorlog von Ad van Liempt mitzuwirken, einer Dokumentation über den Zweiten Weltkrieg die Ende 2009 ausgestrahlt wurde. Außerdem war Trip in dieser Zeit (2009–2010) erneut Moderator von Met het Oog op Morgen.
2010 wurde Trip Nachrichtensprecher der 20:00 Uhr-Ausgabe des NOS Journaal. Er präsentiert dieses Journal von Sonntag bis Freitag in den geraden Wochen. Daneben zeigt sich Trip als Präsentator vieler anderer Sendungen wie NOS Evenementen (der Nachfolger von NOS Actueel) sowie Debatten zur Wahl wie auch an Wahlabenden die Hochrechnungen der Meinungsforschungsinstitute. Weiterhin moderiert er Prinsjesdag-Reportagen und Sendungen zur nationalen Holocaust-Erinnerung. Seit 2013 moderiert er wieder Met het Oog op Morgen, diesmal mittwochs (außer wenn er das NOS-Journaal moderiert). Alle drei Wochen führt er das Gesprek met de minister-president. Zwischen März und Mitte August des Jahres 2019 war Trip erneut erkrankt, diesmal an Prostatakrebs. Im September 2019 nahm er seine Arbeit wieder auf.

## Sendungen

### Fernsehen
- NOVA (1996–2002)
- Buitenhof (1998–2010)
- De Oorlog (Dokumentation) (2009)
- NOS Journaal (20:00 Uhr) (2010–heute)
- Gesprek met de minister-president (2017–heute)
- Het Coronavirus: Feiten en fabels (2020)

### Radio
- Veronica Nieuwsradio (1988–1995)
- Vroeg op Vijf radio (um 1994)
- NOS Radio 1 Journaal (Morgenausgabe) (1995–2008)
- Met het Oog op Morgen (1991–1995, 2009–2010, 2013–heute)

## Auszeichnungen
- Trip erhielt 1998 den Preis „Gouden Beeld“ (Vorgänger von De tv-beelden) in der Kategorie „Presentatie Informatie“
- Zweimal erhielt er den Marconi Award: 2000 für Radiostem van het Jaar und 2008 für Beste radiopresentator.[7]